# Кольруа-ла-Гранд
Кольруа́-ла-Гранд, Кольруа-ла-Ґранд (фр. Colroy-la-Grande) — колишній муніципалітет у Франції, у регіоні Гранд-Ест, департамент Вогези. Населення — 550 осіб (2011).
Муніципалітет був розташований на відстані близько 360 км на схід від Парижа, 115 км на південний схід від Меца, 55 км на схід від Епіналя.

## Історія
До 2015 року муніципалітет перебував у складі регіону Лотарингія. Від 1 січня 2016 року належав до нового об'єднаного регіону Гранд-Ест.
1 січня 2016 року Кольруа-ла-Гранд і Прованшер-сюр-Фав було об'єднано в новий муніципалітет Прованшер-е-Кольруа.

## Демографія
Динаміка населення (INSEE ):
Розподіл населення за віком та статтю (2006):
| Стать | Всього | До 15 років | 15-24 | 25-44 | 45-64 | 65-85 | Понад 85 |
| --- | ------ | ----------- | ----- | ----- | ----- | ----- | -------- |
| Чоловіки | 280    | 48          | 32    | 84    | 76    | 40    | 0        |
| Жінки | 308    | 68          | 44    | 72    | 72    | 52    | 0        |
| \| Статево-вікова піраміда \| Статево-вікова піраміда \| Статево-вікова піраміда \| \| ----------------------- \| ----------------------- \| ----------------------- \| \| Чоловіки \| Вік \| Жінки \| \| 0 \| 85 + \| 0 \| \| 4 \| 80-84 \| 8 \| \| 4 \| 75-79 \| 16 \| \| 20 \| 70-74 \| 8 \| \| 12 \| 65-69 \| 20 \| \| 12 \| 60-64 \| 16 \| \| 20 \| 55-59 \| 12 \| \| 20 \| 50-54 \| 24 \| \| 24 \| 45-49 \| 20 \| \| 28 \| 40-44 \| 24 \| \| 12 \| 35-39 \| 12 \| \| 24 \| 30-34 \| 24 \| \| 20 \| 25-29 \| 12 \| \| 20 \| 20-24 \| 24 \| \| 12 \| 15-20 \| 20 \| \| 16 \| 10-14 \| 24 \| \| 12 \| 5-9 \| 16 \| \| 20 \| 0-4 \| 28 \| |        |             |       |       |       |       |          |
| Статево-вікова піраміда |        |             |       |       |       |       |          |
| Чоловіки | Вік    | Жінки       |       |       |       |       |          |
| 0 | 85 +   | 0           |       |       |       |       |          |
| 4 | 80-84  | 8           |       |       |       |       |          |
| 4 | 75-79  | 16          |       |       |       |       |          |
| 20 | 70-74  | 8           |       |       |       |       |          |
| 12 | 65-69  | 20          |       |       |       |       |          |
| 12 | 60-64  | 16          |       |       |       |       |          |
| 20 | 55-59  | 12          |       |       |       |       |          |
| 20 | 50-54  | 24          |       |       |       |       |          |
| 24 | 45-49  | 20          |       |       |       |       |          |
| 28 | 40-44  | 24          |       |       |       |       |          |
| 12 | 35-39  | 12          |       |       |       |       |          |
| 24 | 30-34  | 24          |       |       |       |       |          |
| 20 | 25-29  | 12          |       |       |       |       |          |
| 20 | 20-24  | 24          |       |       |       |       |          |
| 12 | 15-20  | 20          |       |       |       |       |          |
| 16 | 10-14  | 24          |       |       |       |       |          |
| 12 | 5-9    | 16          |       |       |       |       |          |
| 20 | 0-4    | 28          |       |       |       |       |          |

## Економіка
2010 року серед 332 осіб працездатного віку (15—64 років) 244 були активними, 88 — неактивними (показник активності 73,5%, у 1999 році було 72,1%). З 244 активних мешканців працювало 215 осіб (117 чоловіків та 98 жінок), безробітними було 29 (14 чоловіків та 15 жінок). Серед 88 неактивних 20 осіб було учнями чи студентами, 42 — пенсіонерами, 26 були неактивними з інших причин.

У 2010 році в муніципалітеті числилось 252 оподатковані домогосподарства, у яких проживали 552,5 особи, медіана доходів виносила 17 558 євро на одного особоспоживача